# Fernand Philippart
Marie-Fernand Philippart (* 1870 in Belgien; † 1934) war ein belgischer Industrieller und von 1919 bis 1925 Bürgermeister der südfranzösischen Stadt Bordeaux.

## Leben
Philippart besaß in Bordeaux eine große Ölmühle und betrieb zudem ein Import-Export-Unternehmen. Schnell machte er sich als „patron social“ einen Namen, da er, ohne dass es das Gesetz vorschrieb, den Mindestlohn sowie den Achtstundentag in seinen Betrieben einführte. In der Folge wurde er im November 1919 zum Bürgermeister gewählt. Während seiner Amtszeit setzte er seinen sozial fortschrittlichen Kurs fort, indem er die „Bordeaux Caisse pour allocations familiales“ gründete, eine Organisation, die Müttern mit kleinen Kindern finanzielle Unterstützung gewährte. Darüber hinaus förderte er die Idee einer umfangreichen Sozialversicherung, so sagte er 1921:

„Der Arbeiter muss gegen Krankheit und gegen Arbeitslosigkeit versichert sein, sodass er unter diesen Ereignissen, vor denen man sich nicht schützen kann, nicht leiden muss.“

Nachdem Philippart im Mai 1925 nicht wiedergewählt worden war, gründete er 1928 das „Comité bordelais des Assurances Sociales“, das Unternehmen bei der Umsetzung der Sozialversicherungen logistisch unterstützen sollte.
Ihm zu Ehren trägt eine Straße in Bordeaux seinen Namen; zudem schuf Gaston Veuvenot Leroux eine Büste von ihm, die im Musée des Beaux-Arts de Bordeaux ausgestellt ist.